# Toczek (jeździectwo)

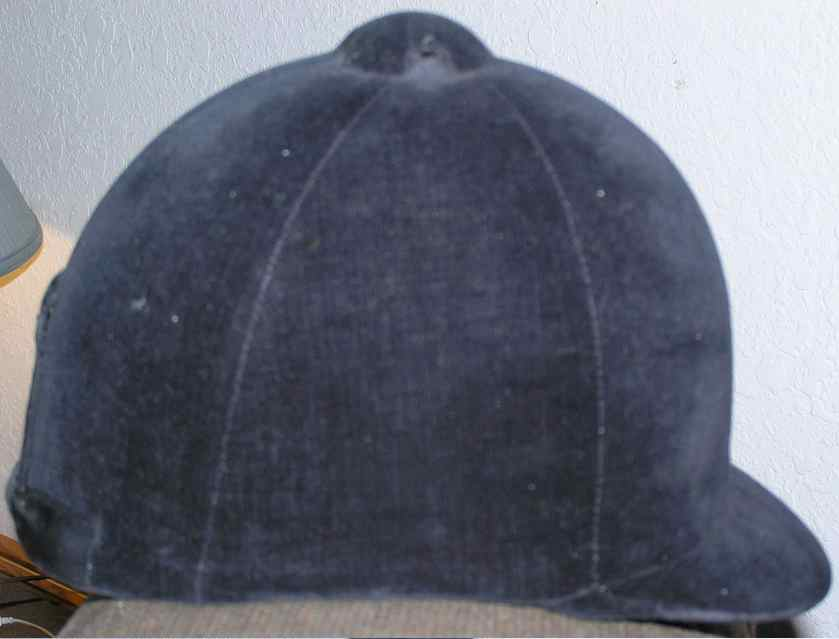
Toczek

Toczek – nakrycie głowy zapinane pod brodą, które ma za zadanie chronić głowę jeźdźca w czasie jazdy przed urazami i zranieniami. Materiał, z którego jest wykonany nie pęka podczas upadku, przenosząc równocześnie siłę uderzenia na głowę, co skutkuje mocniejszymi urazami głowy niż przy jeździe w kasku. Wykonany jest przeważnie z włókna szklanego obciągniętego materiałem. Obecnie toczek często zastępowany jest bezpieczniejszym i trwalszym kaskiem jeździeckim. Nie posiada atestów oraz jest zabroniony przez Polski Związek Jeździecki.